# Biserica de lemn din Someș-Uileac

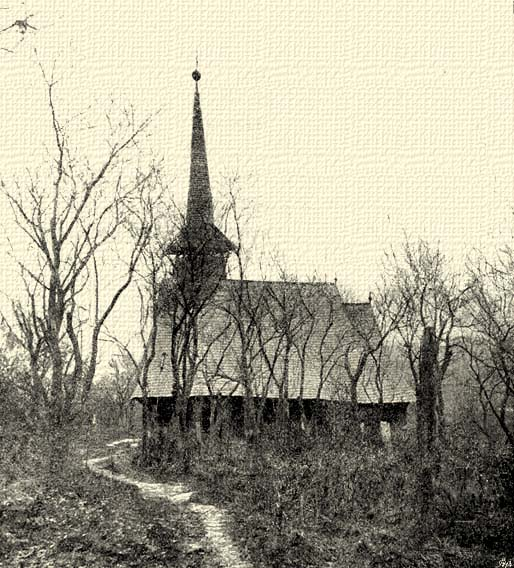
Biserica greco-catolică de lemn din Someș-Uileac, județul Maramureș

Biserica de lemn din Someș-Uileac, orașul Ulmeni, județul Maramureș, a fost adusă din satul Asuajul de Jos în anul 1891. Biserica nu mai există.